# Дискографія Oneus
Дискографія південнокорейського бой-бенду Oneus налічує 2 студійних альбоми, 10 мініальбомів, 1 сингл-альбом, 16 синглів та 2 колаборації.

## Студійні альбоми
| Назва    | Деталі | Пікові позиції у чартах | Пікові позиції у чартах | Продажі                   |
| Назва    | Деталі | KOR                     | JPN                     | Продажі                   |
| -------- | --- | ----------------------- | ----------------------- | ------------------------- |
| Devil    | - Реліз: 19 січня 2021 - Лейбл: RBW - Формат: CD, цифрове завантаження, стриминг Трек-лист 1. «Intro: Devil Is in the Detail» 2. «No Diggity» (кор. 반박불가) 3. «Leftover» (кор. 식은 음식) 4. «Incomplete» (кор. 완벽하지 않아도 괜찮아) 5. «Youth» 6. «Bbusyeo» (кор. 뿌셔) 7. «Rewind» (кор. 우리의 시간은 거꾸로 흐른다) 8. «Lion Heart» 9. «What You Doing?» 10. «I.P.U» (кор. 눈부시게 빛이 나던 그날) 11. «Outro: Connect with Us» | 2                       | —                       | - Південна Корея: 123,380 |
| Dopamine | - Реліз: 23 листопада 2022 - Лейбл: Kiss Entertainment - Формат: CD, цифрове завантаження, стриминг Трек-лист 1. «Dopamine» 2. «過渡期» 3. «Don't know why» 4. «Same Scent (Japanese Version)» 5. «Bring it on (Japanese Version)» 6. «A Song Written Easily (Japanese Version)» 7. «TO BE OR NOT TO BE (Japanese Version)» 8. «Leader» 9. «Dopamine (Instrumental)»                                                                       | —                       | 8                       | - Японія: 5,415           |

## Мініальбоми
| Назва                                                                       | Деталі | Пікові позиції у чартах | Пікові позиції у чартах | Пікові позиції у чартах | Продажі                                    |
| Назва                                                                       | Деталі | KOR                     | JPN                     | US World                | Продажі                                    |
| --------------------------------------------------------------------------- | --- | ----------------------- | ----------------------- | ----------------------- | ------------------------------------------ |
| Light Us                                                                    | - Реліз: 9 січня 2019 - Лейбл: RBW - Формат: CD, цифрове завантаження, стриминг Трек-лист 1. «Intro: Light Us» 2. «ZigZag» (кор. 삐뚤빼뚤) 3. «Valkyrie» (кор. 발키리) 4. «Red Thread» (кор. 붉은 실) 5. «Eye Contact» 6. «Hero» 7. «Crazy & Crazy» (кор. ㅁㅊㄷㅁㅊㅇ) (Prod. CyA) | 6                       | —                       | —                       | - Південна Корея: 40,305                   |
| Raise Us                                                                    | - Реліз: 29 травня 2019 - Лейбл: RBW - Формат: CD, цифрове завантаження, стриминг Трек-лист 1. «Intro: Time» 2. «Twilight» (кор. 태양이떨어진다) 3. «English Girl» 4. «BingBing» (кор. 개와 늑대의 시간) 5. «White Night» (кор. 백야(白夜)) 6. «Now»                                | 4                       | —                       | —                       | - Південна Корея: 49,469                   |
| Fly with Us                                                                 | - Реліз: 30 вересня 2019 - Лейбл: RBW - Формат: CD, цифрове завантаження, стриминг Трек-лист 1. «Intro: Fly Me to the Moon» 2. «Plastic Flower» (кор. 윙윙윙윙) 3. «Lit» (кор. 가자) 4. «Blue Sky» 5. «Level Up» 6. «Stand By»                                                      | 4                       | —                       | 15                      | - Південна Корея: 50,476 - Японія: 2,441   |
| Lived                                                                       | - Реліз: 19 серпня 2020 - Лейбл: RBW - Формат: CD, цифрове завантаження, стриминг Трек-лист 1. «Intro: Lived» 2. «To Be or Not to Be» 3. «Dead or Alive» 4. «Dizzy» (кор. 흔란하다 흔란해) 5. «Airplane» 6. «Come Back Home»                                                        | 5                       | —                       | —                       | - Південна Корея: 108,862                  |
| Binary Code                                                                 | - Реліз: 11 травня 2021 - Лейбл: RBW - Формат: CD, цифрове завантаження, стриминг | 2                       | 36                      | —                       | - Південна Корея: 103,240                  |
| Blood Moon                                                                  | - Реліз: 9 листопада 2021 - Лейбл: RBW - Формат: CD, цифрове завантаження, стриминг | 2                       | 45                      | —                       | - Південна Корея: 177,877 - Японія: 1,223  |
| Trickster                                                                   | - Реліз: 17 травня 2022 - Лейбл: RBW - Формат: CD, цифрове завантаження, стриминг | 2                       | 5                       | —                       | - Південна Корея: 238,533 - Японія: 14,802 |
| Malus                                                                       | - Реліз: 5 вересня 2022 - Лейбл: RBW - Формат: CD, цифрове завантаження, стриминг | 1                       | —                       | —                       | - Південна Корея: 233,803                  |
| Pygmalion                                                                   | - Реліз: 8 травня 2023 - Лейбл: RBW - Формат: CD, цифрове завантаження, стриминг Трек-лист 1. «Intro: Lethe» 2. «Erase Me» 3. «Unforgettable (잇다있다잊었다)» 4. «Echo» 5. «Halley's Comet (반짝임 그 찰나의 너)»                                                                  | 4                       | —                       | —                       | - Південна Корея: 184,004                  |
| La Dolce Vita                                                               | - Реліз: 26 вересня 2023 - Лейбл: RBW - Формат: CD, цифрове завантаження, стриминг Трек-лист 1. «Intro : Beggin’ you» 2. «Baila Conmigo» 3. «Simulation» 4. «Epilogue» 5. «Baila Conmigo (Spanish ver.)»                                                                            | 2                       | 31                      | 7                       | - Південна Корея: 204,843 - Японія: 1,444  |
| «—» релізи, що не потрапили у чарти або не виходили у відповідних регіонах. | |                         |                         |                         |                                            |

## Сингл-альбоми
| Назва       | Деталі альбому | Пікові позиції у чартах | Продажі                  |
| Назва       | Деталі альбому | KOR                     | Продажі                  |
| ----------- | --- | ----------------------- | ------------------------ |
| In Its Time | - Реліз: 24 березня 2020 - Лейбл: RBW - Формат: CD, цифрове завантаження, стриминг Трек-лист 1. «A Song Written Easily» (кор. 쉽게 쓰여진 노래) 2. «Hide and Seek» (кор. 꼭꼭 숨어라) | 5                       | - Південна Корея: 48,751 |

## Сингли

### Як головний виконавець
| Назва                                                                       | Рік  | Пікові позиції у чартах | Пікові позиції у чартах | Пікові позиції у чартах | Пікові позиції у чартах | Продажі          | Альбом               |
| Назва                                                                       | Рік  | KOR                     | JPN                     | JPN Hot                 | US World                | Продажі          | Альбом               |
| --------------------------------------------------------------------------- | ---- | ----------------------- | ----------------------- | ----------------------- | ----------------------- | ---------------- | -------------------- |
| «Valkyrie» (кор. 발키리)                                                    | 2019 | —                       | —                       | —                       | 15                      | Н/Д              | Light Us             |
| «Twilight» (кор. 태양이떨어진다)                                            | 2019 | —                       | 4                       | 17                      | —                       | - Японія: 34,549 | Raise Us             |
| «Lit» (кор. 가자)                                                           | 2019 | —                       | —                       | —                       | 14                      | Н/Д              | Fly with Us          |
| «808»                                                                       | 2019 | —                       | 3                       | 15                      | —                       | - Японія: 40,380 | 808                  |
| «A Song Written Easily» (кор. 쉽게 쓰여진 노래)                             | 2020 | —                       | —                       | —                       | 11                      | Н/Д              | In Its Time          |
| «To Be or Not to Be»                                                        | 2020 | —                       | —                       | —                       | —                       | Н/Д              | Lived                |
| «Bbusyeo» (кор. 뿌셔)                                                       | 2020 | —                       | —                       | —                       | —                       | Н/Д              | Devil                |
| «No Diggity» (кор. 반박불가)                                                | 2021 | 146                     | 9                       | —                       | 18                      | Н/Д              | Devil                |
| «Black Mirror»                                                              | 2021 | 134                     | 17                      | —                       | —                       | Н/Д              | Binary Code          |
| «Shut Up 받고 Crazy Hot!»                                                   | 2021 | —                       | —                       | —                       | 22                      | Н/Д              | Blood Moon           |
| «Life Is Beautiful»                                                         | 2021 | —                       | —                       | —                       | 17                      | Н/Д              | Blood Moon           |
| «Luna» (월하미인 (月下美人: Luna))                                          | 2021 | 119                     | —                       | —                       | —                       | Н/Д              | Blood Moon           |
| «Bring It On» (덤벼)                                                        | 2022 | 150                     | —                       | —                       | —                       | Н/Д              | Trickster            |
| «Same Scent»                                                                | 2022 | 115                     | —                       | —                       | —                       | Н/Д              | Malus                |
| «Erase Me»                                                                  | 2023 | 141                     | —                       | —                       | —                       | Н/Д              | Pygmalion            |
| «Baila Conmigo»                                                             | 2023 | —                       | —                       | —                       | —                       | Н/Д              | La Dolce Vita        |
| «Now» (кавер Fin.K.L)                                                       | 2024 | —                       | —                       | —                       | —                       | Н/Д              | Сингли поза альбомом |
| «—» релізи, що не потрапили у чарти або не виходили у відповідних регіонах. |      |                         |                         |                         |                         |                  |                      |

### Колаборації
| Назва                                                                       | Рік  | Пікові позиції у чарті | Альбом                |
| Назва                                                                       | Рік  | KOR Down.              | Альбом                |
| --------------------------------------------------------------------------- | ---- | ---------------------- | --------------------- |
| «Last Song» (з Onewe)                                                       | 2018 | —                      | We Will Debut         |
| «Stay» (з Onewe)                                                            | 2021 | 133                    | Не увійшов до альбому |
| «—» релізи, що не потрапили у чарти або не виходили у відповідних регіонах. |      |                        |                       |

### Інші пісні
| Рік  | Назва                                    | Альбом                                              | Нотатки                 |
| ---- | ---------------------------------------- | --------------------------------------------------- | ----------------------- |
| 2019 | «Koisii»                                 | Увійшла до «Twilight»                               | Японський CD сингл      |
| 2019 | «Kiseki»                                 | Увійшла до «Twilight»                               | Японський CD сингл      |
| 2019 | «A Thousand Stars»                       | Увійшла до «808»                                    | Японський CD сингл      |
| 2019 | «Lost»                                   | Увійшла до «808»                                    | Японський CD сингл      |
| 2019 | «In My Arms»                             | Увійшла до «808»                                    | Японський CD сингл      |
| 2020 | «Be Mine»                                | Увійшла до Road to Kingdom — Your Song Part 1       | Кавер на пісню Infinite |
| 2020 | «Come Back Home»                         | Увійшла до Road to Kingdom Final та Lived           | Пісня Oneus             |
| 2021 | «Shut Up 받고 Crazy Hot!» (English ver.) | Увійшла до цифрового синглу (Oneus Theatre Project) | Пісня Oneus             |
| 2021 | «Life Is Beautiful» (English ver.)       | Увийшла до цифрового синглу (Oneus Theatre Project) | Пісня Oneus             |

## Відеографія
| Дата виходу     | Назва                                           | Нотатки                        | Прим.  |
| --------------- | ----------------------------------------------- | ------------------------------ | ------ |
| 27 вересня 2018 | «LAST SONG»                                     | додебютний реліз разом з Onewe | .      |
| 9 січня 2019    | «Valkyrie» (кор. 발키리)                        |                                | [ 29 ] |
| 29 травня 2019  | «Twilight» (кор. 태양이떨어진다)                |                                | [ 30 ] |
| 30 вересня 2019 | «Lit» (кор. 가자)                               |                                | [ 31 ] |
| 24 березня 2020 | «A Song Written Easily» (кор. 쉽게 쓰여진 노래) |                                | [ 32 ] |
|                 | «Come Back Home»                                |                                |        |

## Нотатки
1. ↑  Сингл «Valkyrie (Japanese version)» увійшов до CD синглу «Twilight (Japanese version)» як бі-сайд і вийшов в Японії 7 серпня 2019.
2. ↑  Сингл «Twilight (Japanese ver.)» вийшов 7 серпня 2019 в Японії як CD сингл.
3. ↑   Сингл «808» вийшов 18 грудня 2019 в Японії в як CD сингл.
4. ↑  Сингл «To Be or Not to Be» не потрапив до Gaon Digital Chart, але посів 20 місце у Gaon Download Chart.
5. ↑   Сингл «No Diggity» вийшов 24 березня 2021 в Японії як CD сингл.
6. ↑  Сингл «Black Mirror» вийшов 25 серпня 2021 в Японії як CD сингл.
7. ↑  Сингл «Baila Conmigo» не потрапив у Circle Digital Chart, але посів 10 місце у Download Chart[27].